# Greg Casar
Gregorio Eduardo Casar, né le 4 mai 1989 à Houston, est un homme politique américain. Membre du Parti démocrate, il est élu du Texas à la Chambre des représentants des États-Unis depuis 2023.

## Biographie
Avant son élection au congrès en 2022, Casar est membre du conseil municipal d'Austin.

## Historique électoral

### Chambre des représentants des États-Unis
| Année | Greg Casar | Républicain |
| ----- | ---------- | ----------- |
| Année |            |             |
| 2022  | 72,58 %    | 27,42 %     |
| 2024  | 67,4 %     | 32,6 %      |